# Butcher Babies
Pour les articles homonymes, voir Babies.
Butcher Babies est un groupe de groove metal américain, originaire de Los Angeles, en Californie. Il se constitue des deux chanteuses Heidi Shepherd et Carla Harvey, du guitariste Henry Flury (Amen), du bassiste Jason Klein (Azdachao) et du batteur Chris Warner (Scars of Tomorrow). En date de 2013, le groupe compte un EP et un album studio. Le premier album, Goliath, est publié le 9 juillet 2013 via Century Media Records. En première semaine, il compte 3 300 exemplaires vendus aux États-Unis, et atteint la première place du Billboard Heatseeker, et à la 107e place du Billboard 200. En 2015, le groupe publie un nouvel album intitulé Take it Like a Man.

## Biographie

### Débuts (2011-2012)
Le premier EP des Butcher Babies est auto-produit en 2011. Également, en juillet 2011, le groupe fait paraître un comic book au Comic Con International de San Diego les 23 et 24 juillet 2011. Le comic book est écrit par Carla Harvey et illustré par Anthony Winn. La journaliste Keith Valcourt attribue dans son article sur le groupe le titre du « groupe le plus hot du monde » : « Les Butcher Babies livrent un pur son heavy metal, punk et thrash qui rappelle Pantera, avec un soupçon des éléments horrifiques qui rappellent Alice Cooper et Rob Zombie [...] ». Ils se popularisent rapidement grâce à leur vidéoclip sur YouTube d'eux reprenant le titre Fucking Hostile de Pantera.
Le 6 janvier 2012, Butcher Babies fait paraître un nouveau single, Mr. Slowdeath. Le 24 mai, ils diffusent le vidéoclip de Mr. Slowdeath, produit par Mudrock (Avenged Sevenfold, Godsmack), originaire de l'EP auto-produit du groupe.

### Goliath(2013)
Le groupe signe un accord mondial au label discographique Century Media Records en novembre 2012, et embarque un mois plus tard dans une tournée nord-américaine entre janvier et février aux côtés de Marilyn Manson. Après leur tournée, le groupe se dirige dans un studio à Los Angeles avec le producteur Josh Wilbur (Gojira, Lamb of God, Hatebreed) pour enregistrer leur premier album Goliath. Le 6 juin, le groupe enregistre le single I Smell A Massacre.
Le 20 juin 2013, le groupe diffuse en ligne le single The Deathsurround. Le 9 juillet, le groupe fait paraître Goliath, distribué par Century Media Records. Il s'est vendu à 3 300 exemplaires aux États-Unis, et a atteint la première place du Billboard Heatseeker et à la 107e place du Billboard 200. Butcher Babies part ensuite pour une tournée au Rockstar Energy Drink Mayhem Festival 2013 dans le Jägermeister Stage.

### Take it Like a Man(depuis 2014)

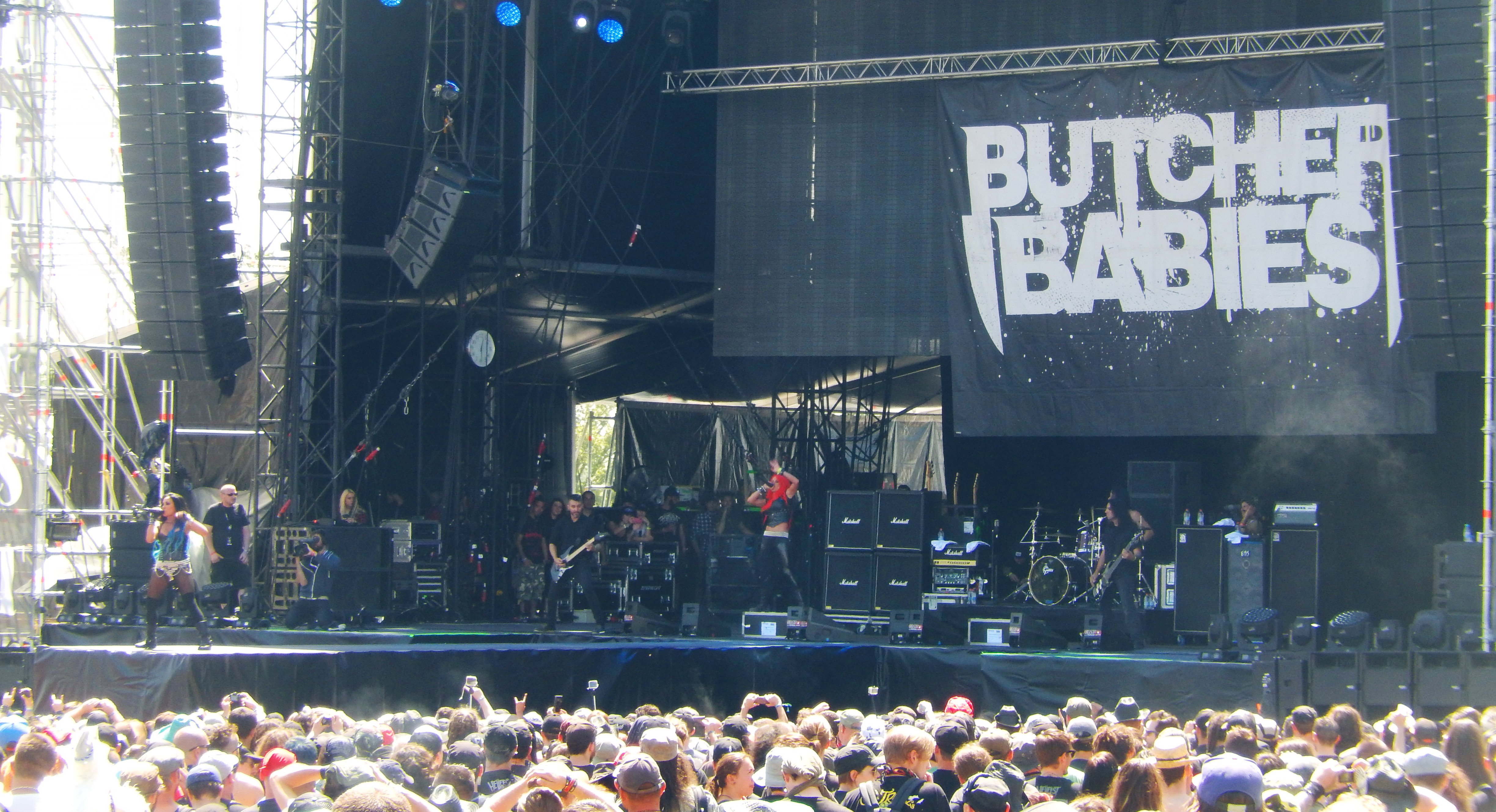
Butcher Babies au Hellfest 2015

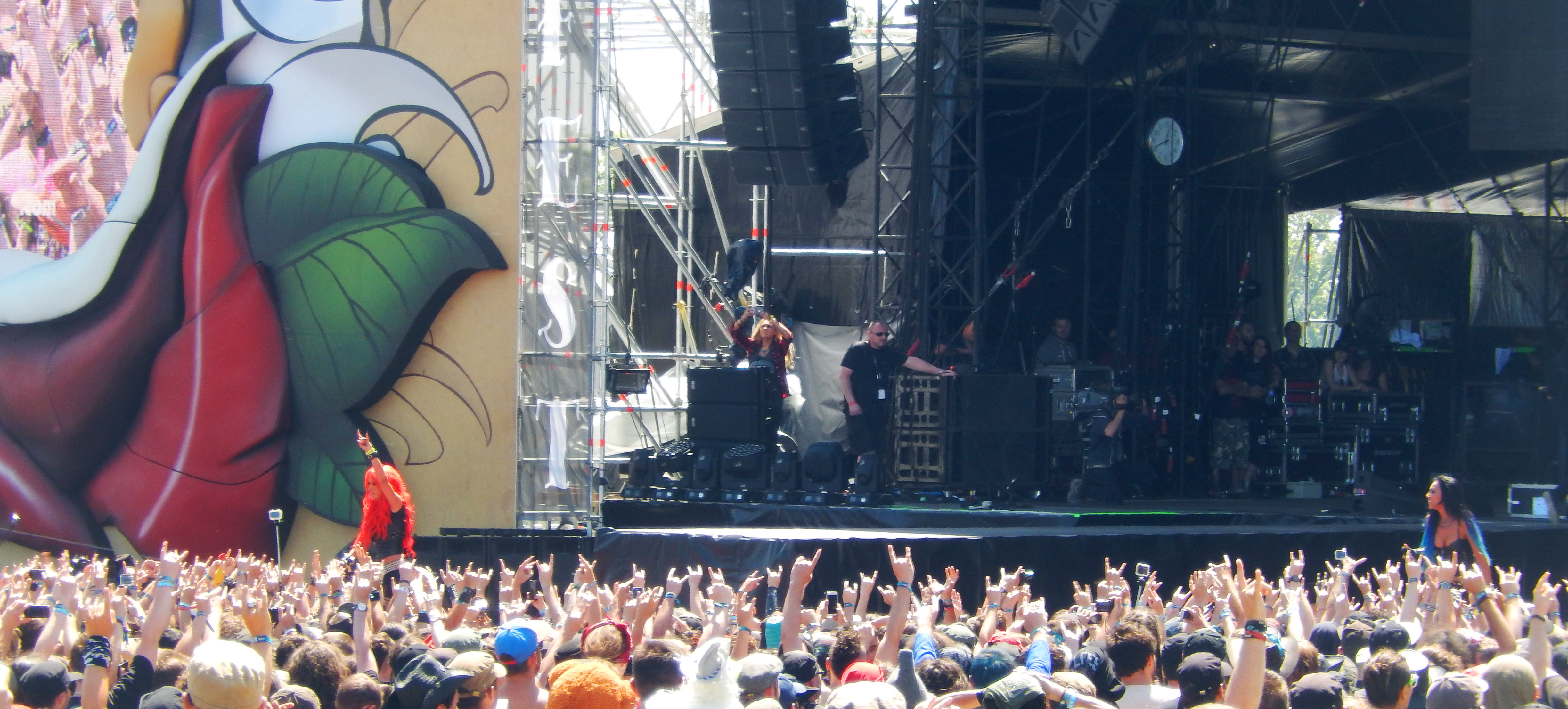
Butcher Babies devant le public du Hellfest 2015

Au début de 2014, le groupe prévoit de participer à la tournée The Hell Pop Tour II de In This Moment aux côtés de Devour the Day, All Hail the Yeti et Before the Mourning,,,,. Le 5 novembre 2014, le groupe annonce l'enregistrement d'un nouvel album, qu'il termine le 3 avril 2015. Le 10 juin 2015, le groupe révèle le titre de leur nouvel opus, Take It Like a Man, ainsi que le premier single intitulé Monsters Ball,,. Le 26 juin 2015, le groupe publie le clip du single Monsters Ball.

## Membres

### Membres actuels
- Heidi Shepherd - chant, screaming (aigus) (depuis 2009)
- Jason Klein - basse (depuis 2009)
- Henry Flury - guitare (depuis 2009)
- Chase Brickenden - batterie (depuis 2016)

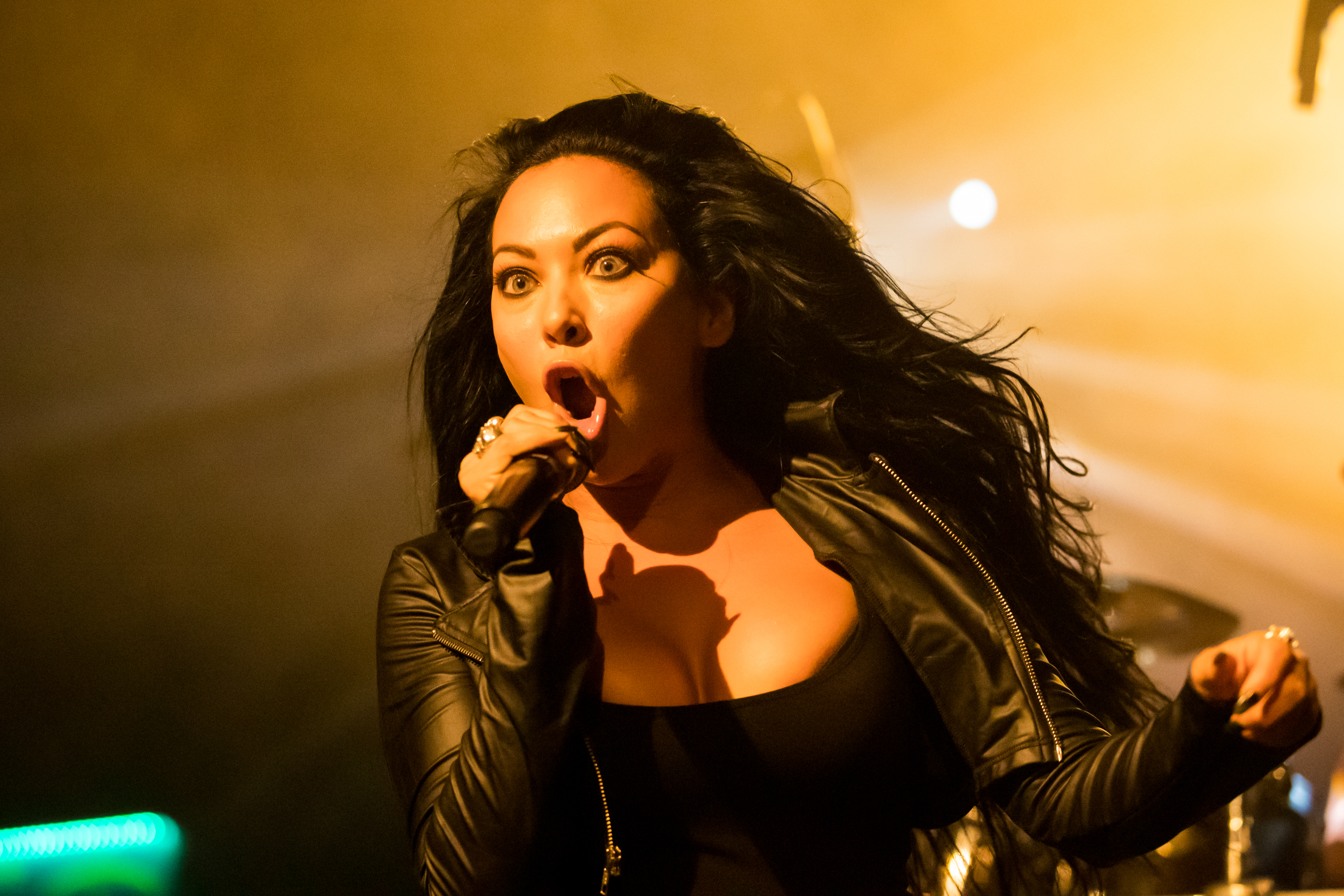
Carla Harvey
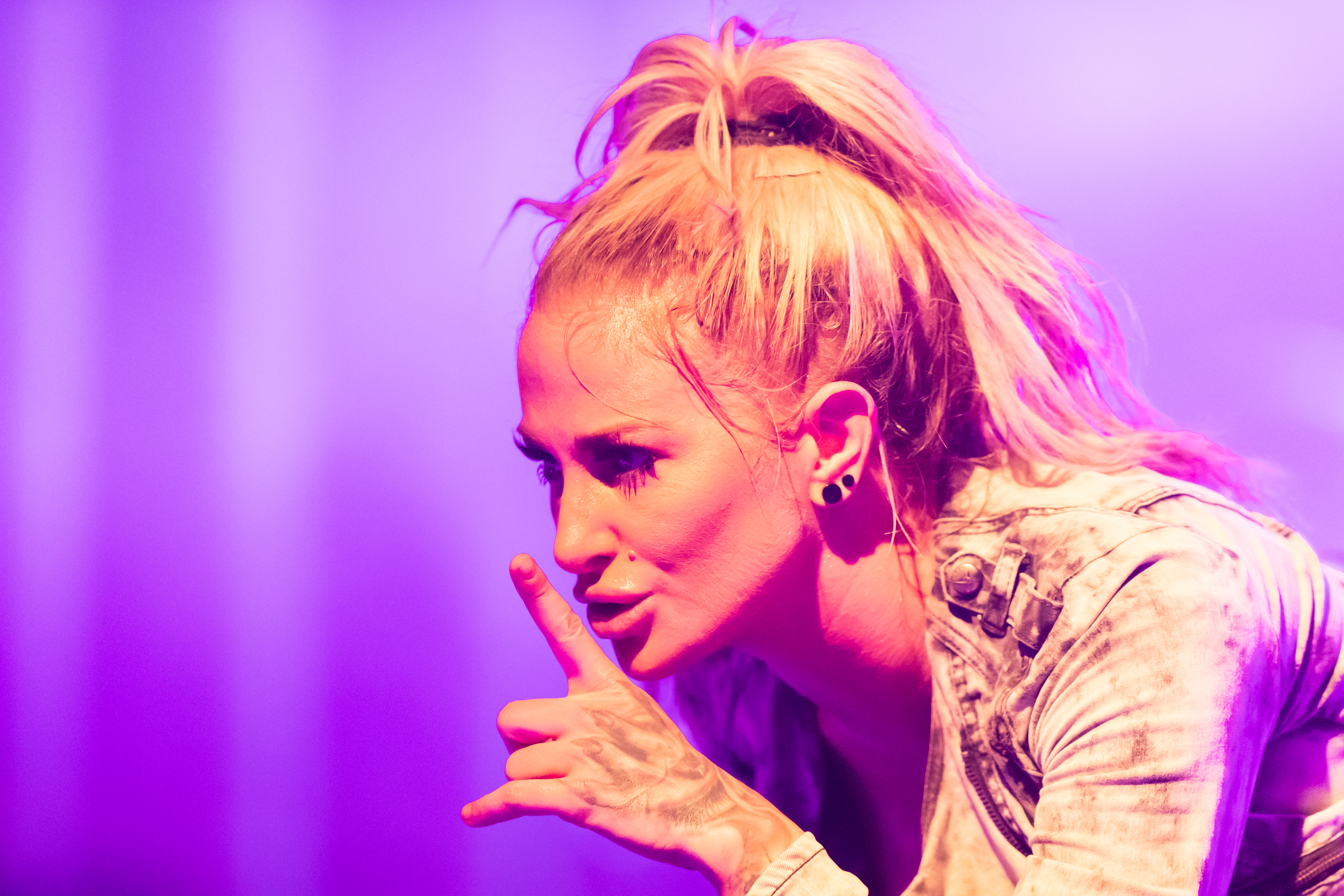
Heidi Shepherd

### Ancien membre
- Chrissy Warner - batterie (2009-2016)
- Carla Harvey - chant, screaming (graves) (2009- 2024)

## Discographie

### Albums studio
- 2013 : Goliath (Century Media Records)

1. I Smell a Massacre (3:34)
2. Magnolia Blvd. (4:05)
3. C8h18 (Gasoline) (3:44)
4. Grim Sleeper (4:01)
5. Goliath (3:28)
6. In Denial (4:04)
7. Give Me Reason (3:24)
8. The Mirror Never Lies (4:01)
9. Dead Poet (4:33)
10. The Deathsurround  (3:05)
11. Axe Wound (4:15)

- 2015 : Take it Like a Man (Century Media Records)

1. Monsters Ball (3:57)
2. Igniter (2:46)
3. The Cleansing (3:55)
4. The Butcher (3:58)
5. Gravemaker (4:41)
6. Thrown Away (3:38)
7. Never Go Back (3:28)
8. Marquee (4:19)
9. Blood Soaked Hero (3:36)
10. Dead Man Walking (4:37)
11. For the Fight (3:20)
12. Blonde Girls All Look the Same (2:42)

- 2017 : Lilith (Century Media Records)

1. Burn the Straw Man (4:05)
2. Lilith (3:27)
3. Headspin (3:33)
4. Korova (4:06)
5. #iwokeuplikethis (3:01)
6. The Huntsman (3:07)
7. Controller (3:04)
8. Oceana (3:32)
9. Look What We've Done (3:35)
10. POMONA (Shit Happens) (3:13)
11. Underground and Overrated (3:59)

### EP
- 2012 : Butcher Babies (auto-produit)

1. Axe Wound (4:13)
2. Mr. Slowdeath (2:52)
3. Jesus Needs More Babies for His War Machine (4:56)
4. National Bloody Anthem (1:23)

- 2014 : Uncovered (Century Media Records)

1. Beer Drinkers and Hell Raisers (ZZ top)
2. They're Coming to Take Me Away ((Napolean XIV)
3. Don't Give a Fuck (Suicidal Tendencies)
4. Crazy Horses (The Osmonds)
5. Pussy Whipped (Stormtroopers Of Death)